# Anhui-kliken
Anhui-kliken (皖系; pinyin: Wǎn Xì) var en af flere rivaliserende kliker eller fraktioner, som brød ud af Beiyang-klikken under Krigsherre-tiden tidligt i Republikken Kinas historie – det som også
kaldes Republikken Kinas fastlandsperiode. Den fik navn efter provinsen Anhui, eftersom mange af dens generaler, blandt dem klikens grundlægger Duan Qirui, var født i Anhui. Man kunne betragte den som en arv fra Anhui-fødte Li Hongzhang, som skabte og opbyggede et netværk af officerer under og efter Taipingoprøret. Efter som Anhui-kliken organiserede sig på et ret tidligt tidspunkt, var den politisk mere avanceret end sine krigsherre-rivaler.
Med japansk støtte og underkuelsen af manchu-restaurationen blev kliken den mægtigste i Kina i årene fra 1916 til 1920. Den havde et skrøbeligt samvirke med Zhili-kliken og Fengtian-kliken i Beiyang-regeringen. Den gik ind for en fast og hård linje under konstitutionsbeskyttelseskrigen.

## Svækkelsen
4. maj-bevægelsen svækkede dens indflydelse og førte med tiden til Zhili-Anhui-krigen i 1920, som endte med et overraskende nederlag for Anhui-kliken. Duan fratrådte, og kliken var uden en national leder i fire år, mens alle de provinser, som den havde kontrolleret, gradvis frem til sommeren 1924 blev overtaget af Zhili-klikken. Shandong skilte sig ud, eftersom Zhili-kliken udnævnte en Anhui-general i 1923 på den betingelse, at han holdt sig neutral; dette hang sammen med Shandongproblemet.
Zheng Shiqi ledede så Anhui-kliken til 1925, da ledelsen efter aftale med Duan blev overført til Fengtians Zhang Zong-chang. Efter Beijing-kuppet hentede Feng Yuxiang og Zhang Zuo-lin Duan frem som leder af en provisorisk regering. Eftersom han ikke havde nogen væsentlig militærmagt i ryggen, spillede han og hans få tilbageværende støtter Feng og Zhang ud mod hinanden. Men de fjernede ham så fra magten, og hans sidste tilhængere sluttede sig til Fengtian-kliken.

## Anfu-klubben
Anhui-kliken havde også en politisk afdeling, som var kendt som Anfu-klubben (navnet betyder Fred og Lykke-klubben, og var samtidig et ordspil på provinsnavnene Anhui og Fujian). Her deltog politikere, som satsede på, at Duan ville ende som den dominerende. Klubben blev dannet den 7. marts 1918 af Xu Shuzheng og Wang Yitang; den stillede op til valg for Republikken Kinas nordlige forsamling og endte med at få tre fjerdedele af taburetterne, for det meste fordi Anhui-krigsherrerne købte stemmerne. Det blev et disciplineret politisk parti, som fremmede Duans interesser gennem lovgivningen. For eksempel valgte de deres eget partimedlem Xu Shichang til republikkens præsident.
Klubben blev opløst efter Zhili-Anhui-krigen, da forsamlingen blev nedlagt.

## Ny kommunikationskliken
Klikens økonomiske afdeling var Ny kommunikationskliken (1916-1919) ledet af Cao Rulin. Den rivaliserede med Liang Shiyis gamle kommunikationsklike.
Caos tilsagn under fredsforhandlingerne i Paris førte til hans egen fratræden. Versailles-traktaten førte yderligere til protest blandt fortrinsvis intellektuelle, kendt som 4. maj-bevægelsen.